# 新疆贝母
新疆贝母（学名：Fritillaria walujewii）为百合科贝母属下的一个种。

## 扩展阅读
- 維基物種上的相關：新疆贝母